# Siglo de Oro
|  | Dieser Artikel oder Abschnitt wurde wegen inhaltlicher Mängel auf der Qualitätssicherungsseite der Redaktion Geschichte eingetragen (dort auch Hinweise zur Abarbeitung dieses Wartungsbausteins). Dies geschieht, um die Qualität der Artikel im Themengebiet Geschichte auf ein akzeptables Niveau zu bringen. Dabei werden Artikel gelöscht, die nicht signifikant verbessert werden können. Bitte hilf mit, die Mängel dieses Artikels zu beseitigen, und beteilige dich bitte an der Diskussion! |

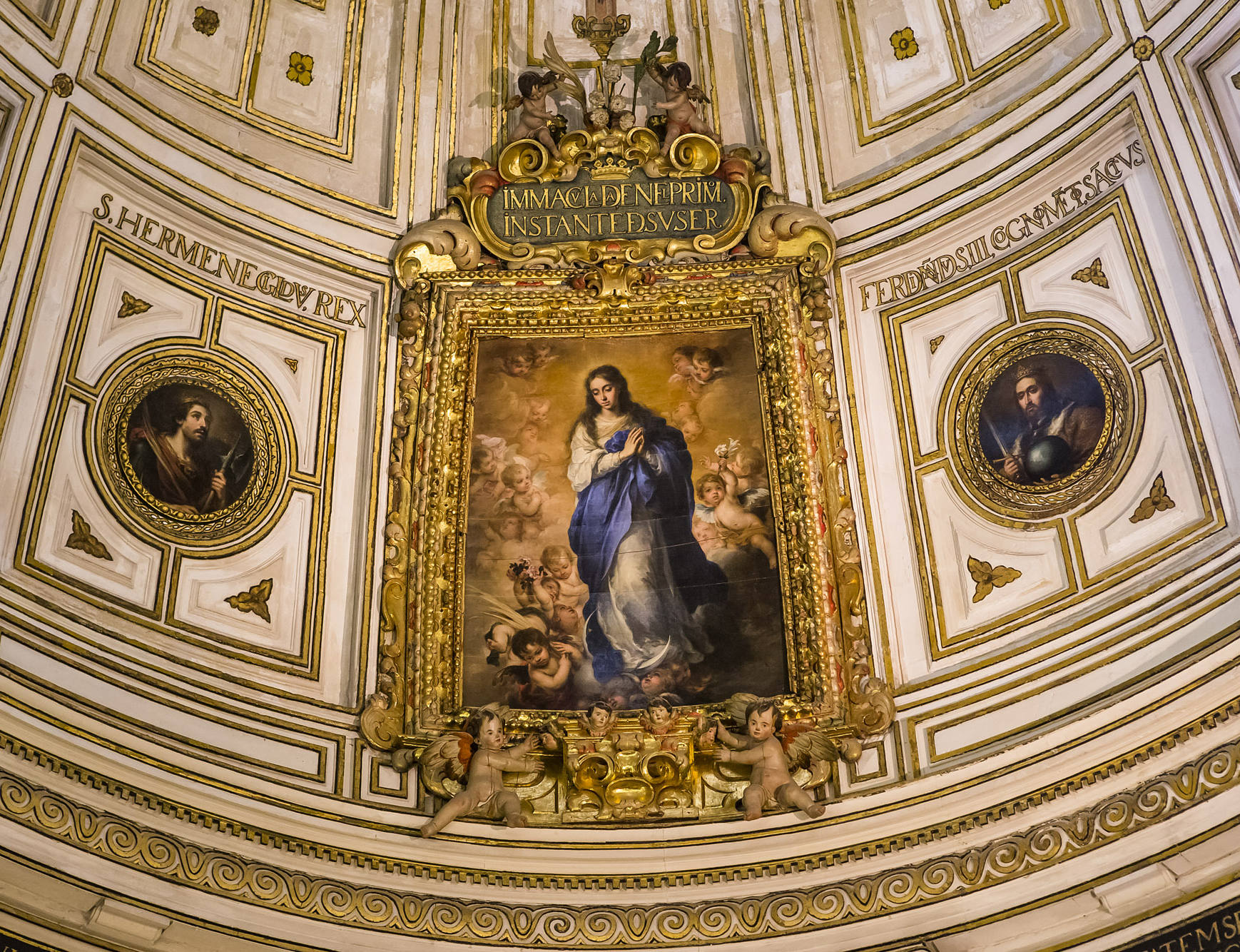
Immaculada Concepción von Murillo im Kapitelsaal der Kathedrale von Sevilla

Als Siglo de Oro (wörtlich „Goldenes Jahrhundert“) wird rückblickend ein „Goldenes Zeitalter“ Spaniens bezeichnet. Diese Epoche war in der spanischen Geschichte eine Zeit besonderer Prosperität und weltweiter politischer Macht des Landes. Sie führte in Europa zu einer Blüte der Kunst und Kultur. Das Siglo de Oro stellte in Spanien den Übergang von der Renaissance zum Barock dar und dauerte etwa von 1550 bis 1660. Vor allem in der Literaturwissenschaft wird das Ende der Epoche oft mit dem Tod Calderóns im Jahr 1681 angesetzt.

## Geschichte und Begriff
Nach dem Schlüsseljahr 1492 (Abschluss der Reconquista mit der Eroberung von Granada und Entdeckung Amerikas durch Christoph Kolumbus) stieg Spanien zu einer der bestimmenden politischen und wirtschaftlichen Mächte Europas und der Welt auf. Der Reichtum wurde befeuert durch die Edelmetallbeute aus der Eroberung des Aztekenreichs, des Inkareichs und anderer amerikanischer indigener Kulturräume, sowie durch die Erschließung ergiebiger Silbervorkommen in Mexiko und Alto Perú, dem heutigen Bolivien (Cerro Rico). Silber war das gebräuchlichste Metall für werthaltige Münzen. Dieser enorme Geldzustrom finanzierte die Kriege gegen Frankreich, England, die abtrünnigen Niederlande und die Osmanen und führte zur Blüte von Kunst und Kultur. Allerdings wurde die wirtschaftliche Entwicklung Spaniens vernachlässigt, der Geldzustrom führte daher zu Inflation, dem Niedergang der heimischen Wirtschaft und war letztlich nicht ausreichend, die politischen Ziele der spanischen Herrscher zu finanzieren und die Verbindungen in das überseeische Kolonialreich zu sichern, wozu seit der Union mit Portugal 1580 auch das portugiesische Kolonialreich gehörte. Seit 1600 häuften sich jedoch politische Krisen, militärische Niederlagen und Staatsbankrotte. Auch wurde Spanien von der Pest heimgesucht. Der dadurch eingeleitete politische Niedergang Spaniens führte letztlich auch zum Ende der kulturellen Vormachtstellung.
Die Bezeichnung Siglo de Oro wurde seit dem 17. Jahrhundert rückblickend für die kulturelle Blütezeit zwischen 1550 und 1660 bzw. 1681 verwendet. Diese Zeit bildete den Höhepunkt der Herrschaft der Habsburger in Spanien, leitete aber auch die politisch-ökonomische Stagnation Spaniens ein. Ursprünglich spielt der Terminus auf die Idee von einem niedergehenden Verlauf der Geschichte an, der von einer goldenen Blütezeit zu einem silbernen, einem bronzenen und schließlich zu einem eisernen Zeitalter führt. Aufgrund der vielen Strömungen, die auf die Kunst dieser Epoche wirkten, spricht man heute eher von den Siglos de Oro (deutsch: Goldene Jahrhunderte). Der Historiker Mariano Delgado schlug vor, den Begriff „Siglo de Oro“ durch die Bezeichnung „Spanisches Jahrhundert“ für das 16. Jahrhundert und die erste Hälfte des 17. Jahrhunderts zu ergänzen, um auszudrücken, dass Spanien nicht nur kulturell maßgebend war, sondern auch politisch einen Führungsanspruch erhob und ein ausgesprochenes Sendungsbewusstsein zeigte.

## Literatur

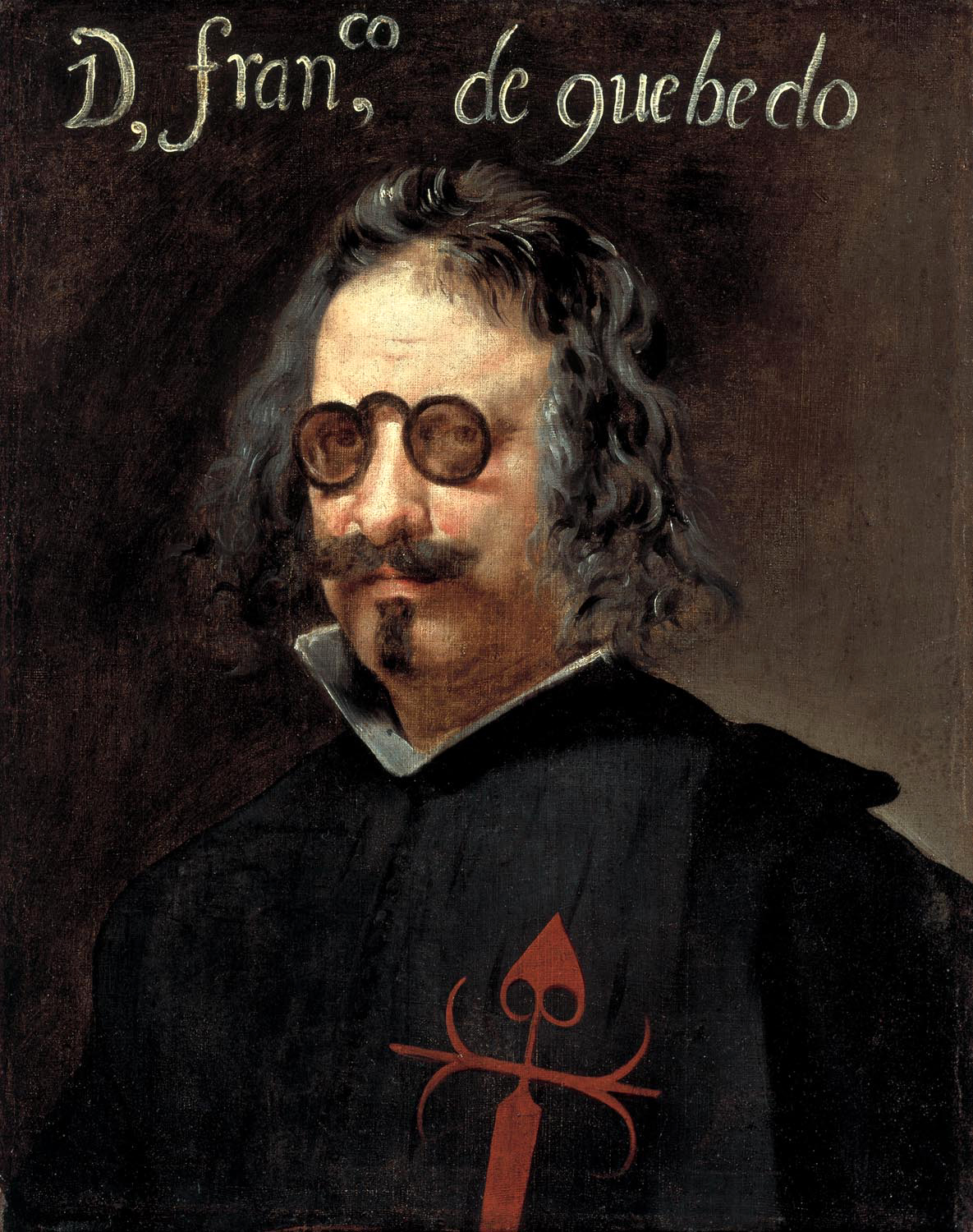
Don Francisco de Quevedo.
Juan van der Hamen y León.
Instituto de Valencia de Don Juan. Madrid

### Spaniens Herrscher in der Spätrenaissance (ca. 1550–1600) und ihr Einfluss auf die Literatur
1. Regierungszeit Karls V. 1516–1556: weltoffen, europäisierend, optimistische Weltsicht.
2. Regierungszeit Philipps II. 1556–1598: dezidiert ablehnende Haltung gegenüber ausländischen Einflüssen (besonders antireformatorisch), Besinnung auf das „Eigene“ oder „typisch Spanische“, Hang zur Mystik.

### Strömungen in der spanischen Dichtkunst im Barock (Frühbarock ca. 1600–1630, Hochbarock ca. 1630–1680)
1. Culteranismo: Der Dichter bedient sich einer gebildeten Sprache unter Verwendung vieler Ausdrücke aus dem Lateinischen oder Altgriechischen und Einsatz zahlreicher Anspielungen auf die klassische Mythologie; die Literatur ist daher nur gebildeten Schichten zugänglich und in gewisser Weise elitär. Die Verständnisschwierigkeiten werden auch durch den kühnen Gebrauch von Metaphern, Neologismen und ungewöhnlicher Wortstellung (Hyperbaton) erhöht. Hauptvertreter dieser Richtung ist Luis de Góngora.
2. Conceptismo: Die Bezeichnung leitet sich ab vom spanischen concepto („Begriff“) ab, womit hier geistreiche Assoziationen von Ideen oder Wörtern gemeint sind, etwa Wortspiele, die auf Doppeldeutigkeit basieren; hauptsächlich verwendete Stilmittel sind zum Beispiel Antithese, Paradoxon, Kontrast, Parallelismus, lakonische Kürze. Hauptvertreter dieser Richtung ist Francisco de Quevedo.

Als weltweit bekanntes und wichtiges Zeugnis des Siglo de Oro gilt bis heute der erste Roman von Miguel de Cervantes: Don Quijote. Cervantes griff das von Jacopo Sannazaro und Torquato Tasso verbreitete Konzept eines unbefangenen, angstfreien Umgangs der Geschlechter im Goldenen Zeitalter auf. Im Roman lässt er den Protagonisten vor Ziegenhirten eine Lobrede auf die glücklichen Zeiten halten, „welche die Alten die goldenen genannt haben“. Damals habe es keine sexuelle Zudringlichkeit gegeben, und die Erotik sei nur von der Neigung und dem freien Willen der Beteiligten abhängig und keinem äußeren Zwange unterworfen gewesen. Der „Ritter von der traurigen Gestalt“ beschreibt aber auch als Voraussetzung, damit er ein Zeitalter als „golden“ empfinden könne, dass der hungrige Magen des Menschen gestillt sein müsse und dass alles uneigennützig zu teilen sei. Zudem sah er ein derartiges Zeitalter in einem Ideal unzerstörter und menschenfreundlicher Natur. Dem Goldreichtum maß er keinerlei Bedeutung zu. Seine eigene Zeit betrachtet Cervantes als „eiserne“.
Im Gegensatz zu ihrer Zeit schwingt sich die spanische Literatur – allem voran die Werke Miguel de Cervantes’ – zum goldenen Zeitalter, zum Siglo de Oro auf. Im Zeitabschnitt, in dem der „Don Quijote“ entstand, ist der spanische Staat aber bereits am absteigenden Ast der Weltgeschichte: Die große Spanische Armada ist bereits besiegt, der Kampf um die Niederlande im Achtzigjährigen Krieg zeichnet sich als verloren ab, die enormen Edelmetalllieferungen aus Übersee gehen zurück und das viele Silber hat zu einem großen Anstieg der Lebenshaltungskosten geführt, das Land ist entvölkert: Der Staat hatte Mauren und Juden vertrieben, dazu kam die Massenauswanderung nach Lateinamerika.
Der Staat hat sich ökonomisch und geistig letztlich zugrunde gerichtet, da er nicht zur Toleranz in der Lage war. Das 17. Jahrhundert war in Spanien vor allem ein weithin rassistisches. Es war „golden“ wegen der künstlerischen Leistungen vor allem der Maler und Bildhauer, aber auch der Dichter – nicht wegen, sondern trotz des angeblichen Siglo de Oro. Tatsächlich glänzte Gold in den Kirchen und Palästen, auch wenn Spanien viel gestohlenes Gold aus Süd- und Mittelamerika in den zahlreichen Kriegen im 17. Jahrhundert förmlich verpulvert hatte.
Der Hof, Philipp II. und seine Regierung waren tief überzeugt, dass Spanien nur eine einzige Religion haben dürfe. Nur eine einzige Ideologie sollte herrschen und den Zusammenhalt des tatsächlichen Welt-Reiches gewährleisten. Spanien wurde kulturell sehr verengt, Pluralität nicht erwünscht, es herrschte Intoleranz, keine reale Vielfalt in Gleichberechtigungsfragen und Andersdenkende wurden verfolgt und getötet. Trotz dieser Umstände sind die auf der Halbinsel damals geschaffenen künstlerischen Werke von herausragend hoher Qualität. Sie inspirierten die europäische Kunst, auch wenn sie in Spanien im Schatten der allseits drohenden Inquisition erblühte.
Das Wort vom goldenen Zeitalter Spaniens ist eine Betitelung, die im Rückblick formuliert wurde, besonders wenn in als noch schlimmer empfundenen Zeiten auf dieses 17. Jahrhundert geschaut wurde. Auf der Iberischen Halbinsel setzte schon frühzeitig die Entstehungsgeschichte des Begriffs ein, der in Anbetracht der sich seit der zweiten Hälfte des 17. Jahrhunderts abzeichnenden Krisenerscheinungen die jüngere Vergangenheit als goldenes Zeitalter verklärt wurde. Mit Beginn des 18. Jahrhunderts ist der Begriff besonders mit Blick auf das literarische Schaffen der vorangegangenen beiden Jahrhunderte gebräuchlich geworden und hat sich seitdem vornehmlich in der Literaturwissenschaft als Epochenbezeichnung etabliert. In Betracht auf seinen allgemeinhistorischen Gehalt und die genaue Periodisierung blieb er aber unscharf.

### Wichtige Vertreter der Literatur
| - Antonio de Guevara (um 1480–1545) - Juan Boscán Almogávar (um 1490–1542) - Garcilaso de la Vega (1503–1536) - Luis de Granada (1504–1588) - Teresa von Ávila (1515–1582) - Alonso de Ercilla (1533–1594) - Fernando de Herrera (um 1534–1597) - Juan de la Cruz (1542–1591) - Juan de la Cueva (1543–1612) - Miguel de Cervantes (1547–1616) - Mateo Alemán (1547–um 1613) - Francisco Suárez (1548–1617) | - Vicente Espinel (1550–1624) - Luis de Góngora (1561–1627) - Lope de Vega (1562–1635) - Tirso de Molina (1579–1648) - Francisco de Quevedo (1580–1645) - Juan Ruiz de Alarcón (1580/81–1639) - Baltasar Elisio de Medinilla (1585–1620) - Pedro Calderón de la Barca (1600–1681) - Baltasar Gracián (1601–1658) - Miguel de Barrios (1635–1701) - Juana Inés de la Cruz (Mexiko 1651–1695) |

## Musik

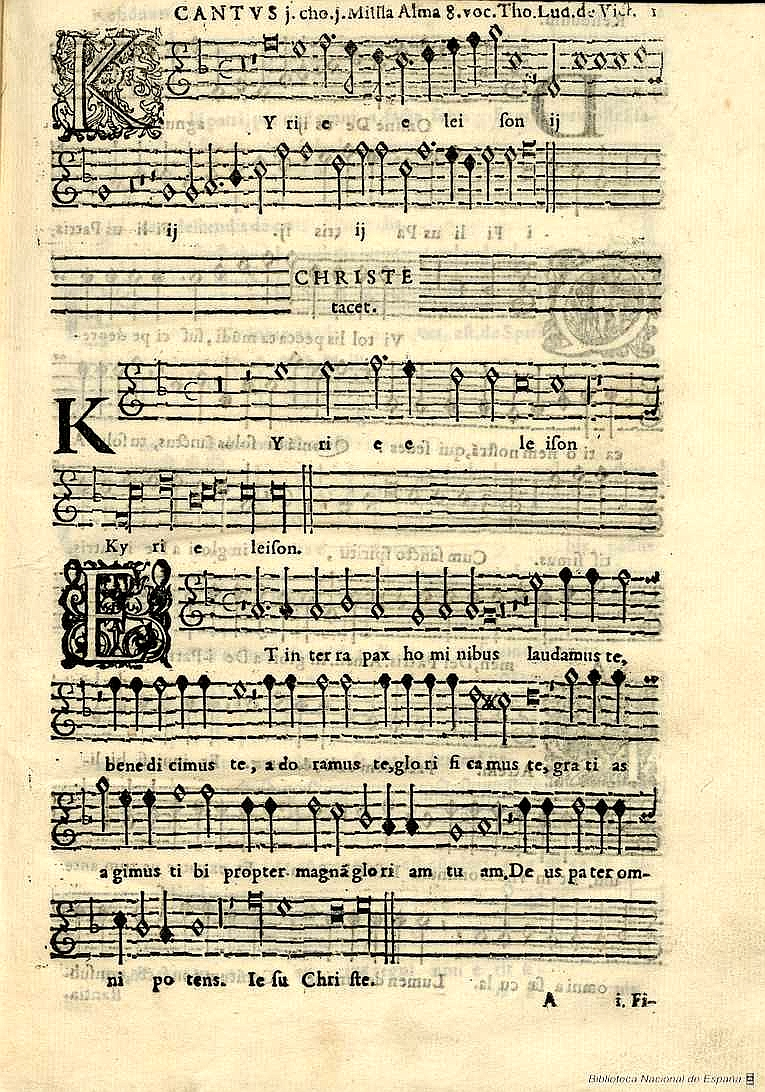
Beginn der Diskant-Stimme der Missa alma redemptoris mater (Madrid 1600) von Tomás Luis de Victoria

Die spanische Musik des 15. und frühen 16. Jahrhunderts war stark von der niederländischen Vokalpolyphonie beeinflusst. Frankoflämische Sänger und Komponisten wie Gombert und Crequillon wirkten noch bis zum Beginn des 17. Jahrhunderts am Hof der spanischen Könige; der letzte war Philippe Rogier. Umgekehrt nahmen spanische Sänger einen wichtigen Platz in der päpstlichen Kapelle in Rom ein, darunter der erste international bekannte und bedeutende spanische Komponist von Vokalmusik, Cristóbal de Morales (um 1500–1553). Ebenfalls jahrzehntelang in Rom wirkte der heutzutage noch berühmtere Tomás Luis de Victoria (um 1548–1611), dessen Werke stark von Palestrina beeinflusst sind, aber als Inbegriff spanischer Musik gelten. Beide Komponisten kehrten nach Spanien zurück, wo Victoria im Monasterio de las Descalzas Reales in Madrid wirkte und sein berühmtes Requiem schrieb. Der bedeutendste Vokalkomponist auf spanischem Boden war der in Sevilla wirkende Francisco Guerrero, dessen Lebenszeit zwischen Morales und Victoria liegt. Die Vokalpolyphonie im Stile Victorias (und Palestrinas) wurde zu einem Vorbild für jüngere Komponisten wie Alonso Lobo oder portugiesische Komponisten (die zwischen 1580 und 1640 unter spanischer Herrschaft standen). Doch geriet die iberische Musik des 17. Jahrhunderts bald in ein Abseits, da sie stilistisch noch lange an den Idealen der Renaissance festhielt.
Von großer Bedeutung war auch die spanische Instrumentalmusik des siglo de oro, besonders für Saiteninstrumente wie Vihuela und später Gitarre, sowie in der Tastenmusik. Eine wichtige Rolle kam dabei den sogenannten glosas zu, das sind Verzierungen und Umspielungen des eigentlichen (kontrapunktischen) Stimmgewebes. Eine ganze Reihe von Komponisten, darunter u. a. Luis de Narváez, Luis de Milán, Miguel de Fuenllana und Alonso Mudarra kreierten bereits in der ersten Hälfte und in der Mitte des 16. Jahrhunderts eine komplexe und virtuose Musik für Vihuela, die ihresgleichen in Europa nicht hatte. Sie schrieben Variationen, Tientos, Fantasien, Pavanen, Galliarden und auch Sologesänge mit virtuoser Begleitung, vor allem Romanzen und Villancicos.

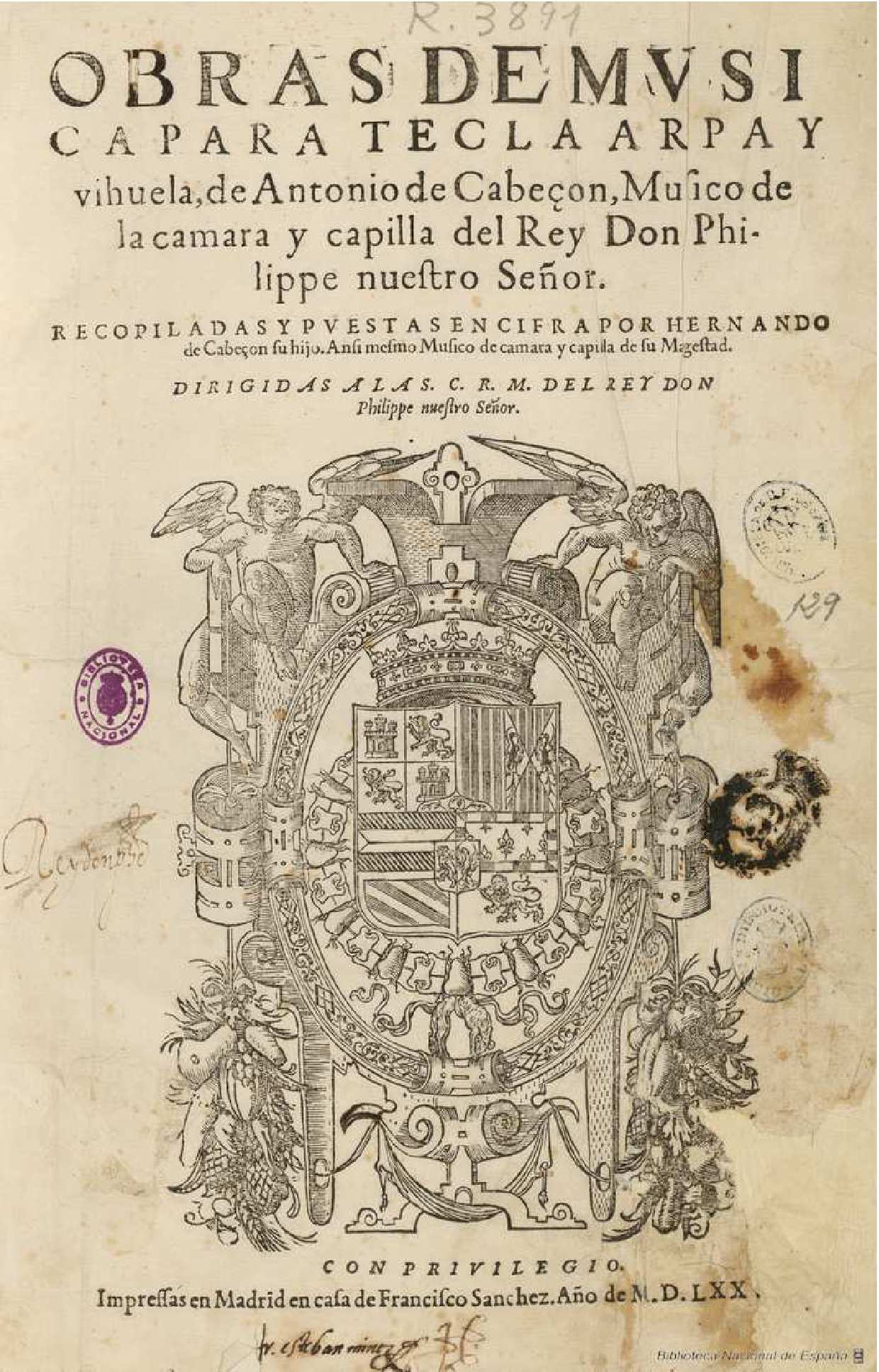
Obras de musica para tecla arpa y vihuela von Antonio de Cabezón, 1578

Zur gleichen Zeit wirkte der blinde Antonio de Cabezón, der ähnlich bedeutende Werke von Pionierstatus für Tasteninstrumente wie Cembalo, Virginal, Clavichord und Orgel, oder für Harfe, schuf. Sein Sohn Hernando besorgte die Publikation von Antonios Werken. Der Schwerpunkt lag dabei auf sogenannten glosados, also auf stark verzierten (oder variierten) Versionen von beliebten Motetten, Chansons und Madrigalen franko-flämischer Komponisten wie Josquin Desprez, Crequillon, Richafort, Gombert, Verdelot, Willaert, Mouton und Clemens non Papa, daneben auch Tientos und Variationsformen. Hieraus entwickelte sich eine eigene Tradition spanischer (bzw. iberischer) Tastenmusik, die meistens auch alternativ für die Harfe gedacht war, und deren Hauptgattung das Tiento war, das sich von seinen Anfängen als Vorspiel und Ricercar in eine virtuosere Richtung weiterentwickelte und sich auch in Untergattungen aufspaltete, dabei entstanden auch Stücke für geteilte Register der iberischen Orgel, also für Solostimme(n) und Begleitung. Nach den Cabezóns waren die bedeutendsten Tastenkomponisten des siglo de oro: Sebastián Aguilera de Heredia (1561–1627), der Portugiese Manuel Rodrigues Coelho (um 1555-um 1635), Francisco Correa de Arauxo (1584–1654), der blinde Pablo Bruna (1611–1679), José Ximénez (1601 [?] – 1678) und Juan Bautista Cabanilles (1644–1712).
Die spanische Instrumentalmusik war in einer besonderen Notenschrift, der spanischen Tabulatur, notiert. Zu den bedeutendsten Werken, die im Druck erschienen, gehört das Libro de cifra nueva ("Buch der neuen Ziffern") für Tasteninstrumente, Harfe oder Vihuela, das 1557 von Luis Venegas de Henestrosa herausgegeben wurde.

### Wichtige Komponisten
| Vokalpolyphonie - Cristóbal de Morales (um 1500–1553) - Francisco Guerrero (1528–1599) - Tomás Luis de Victoria (um 1548–1611) - Alonso Lobo (1555–1617) | Vihuela und Gitarre - Luis de Narváez (1500–1555) - Luis de Milán (um 1500–um 1561) - Miguel de Fuenllana (1500–1579) - Alonso Mudarra (um 1508–1580) |

| Tastenmusik und Harfe - Antonio de Cabezón (1510–1566) - Francisco Correa de Arauxo (1584–1654) - Pablo Bruna (1611–1679) - Juan Bautista Cabanilles (1644–1712) |

## Malerei

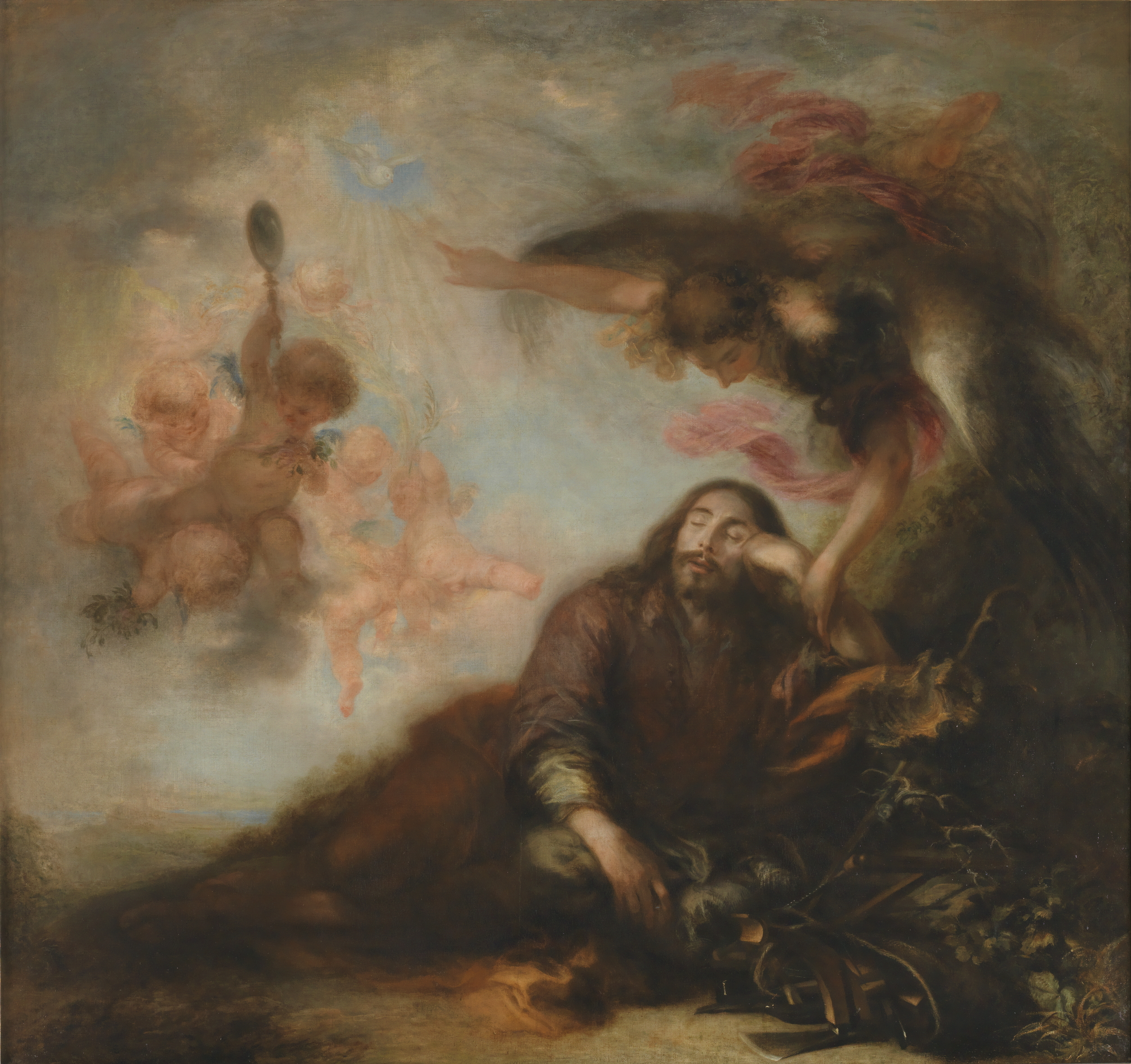
Francisco de Herrera der Jüngere: Traum des Hl. Joseph, 1662 (Prado, Madrid)

In der Malerei führten die Zentralisierungsbestrebungen unter Philipp IV. zu einer nach und nach stattfindenden Verlagerung des Kunstschaffens aus Zentren wie Toledo, Sevilla oder Valladolid nach Madrid. Trotzdem blieb vor allem Sevilla auch noch im 17. Jahrhundert neben Madrid ein führendes Kunstzentrum (mit u. a. Zurbarán, Alonso Cano, Murillo). Der Schwerpunkt der spanischen Malerei lag auf der religiösen Malerei, ebenfalls bedeutend war die Portraitkunst, daneben entstanden auch Stillleben (in der Form des bodegón) und in relativ geringer Zahl auch Historien, mythologische Szenen und Genrebilder.
Der heutzutage oft als typischer Protagonist des spanischen siglo de oro angesehene, aus Kreta stammende Domenikos Theotokopoulos, gen. El Greco, war in Wirklichkeit eine stilistische Ausnahmeerscheinung.
Kennzeichnend für den spanischen Hochbarock (ab etwa 1630) ist ein im internationalen Vergleich deutlich ausgeprägter Naturalismus bei einem gleichzeitig stark ausgeprägten Hang zum Mystischen. Neben regionalen Traditionen wirken hier besonders Einflüsse des italienischen Frühbarock, vor allem des Tenebrismus von Caravaggio und seinen Nachfolgern, der nach Spanien besonders durch Jusepe de Ribera und andere neapolitanische Maler vermittelt wurde. In Madrid entstand eine eigene Richtung der Malerei (die Madrider Schule), die sich daneben in ihrer duftigen Pinselführung mit beinahe impressionistischen Wirkungen auch am mittleren und späten Tizian, an Correggio, Van Dyck und Rubens orientierte. Zu dieser Madrider Schule gehören Velázquez, Juan Carreño de Miranda, Francisco Rizi, Francisco de Herrera d. J., Juan Antonio Escalante, José Antolínez, Mateo Cerezo und Claudio Coello.
| - Luis de Morales (um 1509–1586) - El Greco (um 1541–1614) - Juan Sánchez Cotán (1560–1627) - Francisco Pacheco del Río (1564–1644) - Juan de Roelas (um 1570–1625) - Eugenio Caxés (1574–1634) - Vicente Carducho (1576 oder 1578–1638) - Francisco de Herrera der Ältere (1576–1656) - Juan Bautista Maíno (1581–1649) - Jusepe de Ribera (1591–1652) - Juan van der Hamen y León (1596–1631) - Francisco de Zurbarán (1598–1664) - Tomás Hiepes (1598–1674) - Diego Velázquez (1599–1660) - Alonso Cano (1601–1667) - Juan Fernández el Labrador (dokumentiert von 1629 bis 1657) - Juan de Espinosa (dokumentiert von 1619 bis 1659) | - Pedro de Camprobín (1605–1674) - Antonio Ponce (1608–1677) - Antonio de Pereda (1611–1678) - Juan Carreño de Miranda (1614–1685) - Francisco Rizi (1614–1685) - Juan de Arellano (1614–1676) - Bartolomé Esteban Murillo (1618–1682) - Juan de Zurbarán (1620–1649) - Francisco de Herrera d. J. (1622–1685) - Juan de Valdés Leal (1622–1690) - Juan Antonio Escalante (1633–1669) - Bartolomé Pérez (um 1634–1698) - José Antolínez (1635–1675) - Mateo Cerezo (1637–1666) - Claudio Coello (1642–1693) |

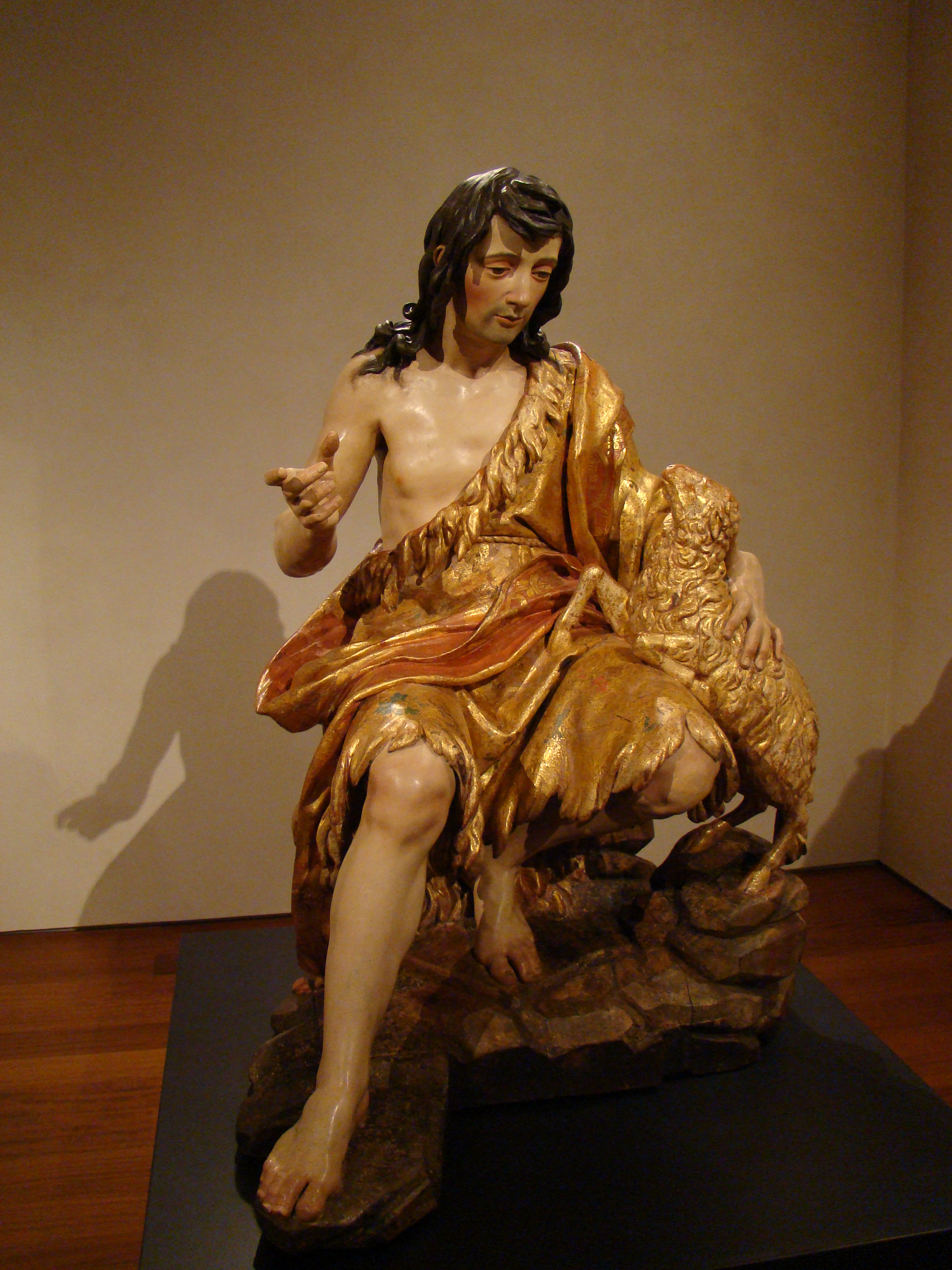
Johannes der Täufer von Alonso Cano
Nationalmuseum für Skulpturen. Valladolid

## Skulpturschaffende
- Alonso Berruguete (um 1488–1561)
- Felipe Bigarny (um 1475–1542)
- Juan de Juni (um 1507–1577)
- Diego de Siloé (um 1495–1563)
- Alonso Cano (1601–1667)
- Gregorio Fernández (1576–1636)
- Juan Martínez Montañés (1568–1649)
- Pedro de Mena (1628–1688)

## Rassismus
Ab 1492 gelten die Muslime als endgültig aus Spanien vertrieben. Die übriggebliebenen fristen ihr Dasein unter ständiger Kontrolle als zwangskonvertierte Moriscos. Zu Beginn des 17. Jahrhunderts wurden auch sie vertrieben und nach Nordafrika verfrachtet.
Juden mussten in Spanien zum Katholizismus übertreten, wenn sie bleiben wollten. Sie wurden aber, wenn sie konvertieren, von den so genannten Altchristen mit großem Misstrauen behandelt.

## Frauenfeindlichkeit
Diese spiegelt sich zum Beispiel im Umgang mit dem hinterlassenen literarischen Werk der Heiligen Theresia von Avila wider. Von der Mystikerin und Kirchenlehrerin stammte ein Zitat, das treffend auch die frauenfeindliche Mentalität in der Kirche bereits zu ihrer davorliegenden Lebenszeit ausdrückt: „Du Herr, meiner Seele, Dir hat vor den Frauen nicht gegraut, als Du durch diese Welt zogst, im Gegenteil. Du hast sie immer mit großem Mitgefühl bevorzugt und hast bei ihnen genau so viel Liebe und mehr Glauben gefunden als bei den Männern“. Diese Worte wurden im Siglo de Oro von der Inquisition zensiert. Erst in neuerer Zeit wurde das Zitat wiederentdeckt.

## Film
- El Siglo de Oro. Das goldene Zeitalter der spanischen Kunst. Dokumentarfilm, Deutschland, 2016, 52:04 Min., Buch und Regie: Grit Lederer, Produktion: Medea Film, ZDF, arte, Erstsendung: 3. Juli 2016 bei arte, Inhaltsangabe von arte, online-Video verfügbar bis zum 1. Oktober 2016. 
 Dokumentarfilm anlässlich der großen Sonderausstellung El Siglo de Oro – Die Ära Velázquez in der Berliner Gemäldegalerie mit über 100 Meisterwerken der Kunst des 17. Jahrhunderts bis zum 30. Oktober 2016.[12]